# Бибихуррам
Бибихуррам (тадж. Бибихуррам) — село в Кушониёнском районе Хатлонской области Республики Таджикистан. Подчинен администрации джамоата посёлка Бохтариён.
Находится на расстоянии 20 км от райцентра (пгт. им. Исмоила Сомони) и 4 км от посёлка Бохтариён.
Население — 833 чел. (2017).